# Camille Picard (homme politique français)
Pour les articles homonymes, voir Picard (homonymie) et Camille Picard.
Camille Picard, né le 21 août 1872 à Lamarche (Vosges) et mort le 5 décembre 1941  à Béziers (Hérault), est un homme politique français .
Éditeur et journaliste, il est maire de Lamarche, conseiller général et député des Vosges, de gauche, de 1910 à 1919, de 1924 à 1928 et 1932 à 1936. Il siège sur les bancs radicaux et est secrétaire de la Chambre des députés en 1917.

## Biographie
Né le 21 août 1872 à Lamarche, d'un père marchand de chevaux et d'une mère juive, Camille Picard étudie à Paris pour devenir éditeur et journaliste mais se rapproche rapidement de la vie politique en rejoignant la Ligue de propagande républicaine radicale et radicale-socialiste. En 1886, il commence à travailler à la librairie d'Éducation nationale à Paris dont il devient l'adjoint à la direction en 1901, notamment de la direction commerciale. Il rentre dans la société républicaine des conférences populaires et devient délégué à Paris en 1898 puis dans la Vosges. Il est aussi membre de nombreuses associations en lien avec l'éducation et la presse.
Camille Picard est élu maire de Lamarche en 1908. La même année il est fait chevalier de la Légion d'honneur. En 1909, il se présente à l'élection partielle  pour remplacer Thierry d'Alsace de Hénin-Liétard mais il échoue . Il se présente ensuite aux élections générales de 1910 dans la circonscription de Neufchâteau. En tête dès le premier tour avec 6 137 voix sur 12 808 votants, il est élu au second avec 6 459 voix sur 12 947 votants, précédant toutefois de peu son suivant immédiat, Maljean, qui obtenait 6 365 voix. Il se présente alors comme « républicain convaincu, partisan de toutes les réformes bienfaisantes ». Il avait annoncé qu'il s'inscrirait au groupe de la gauche républicaine radicale.

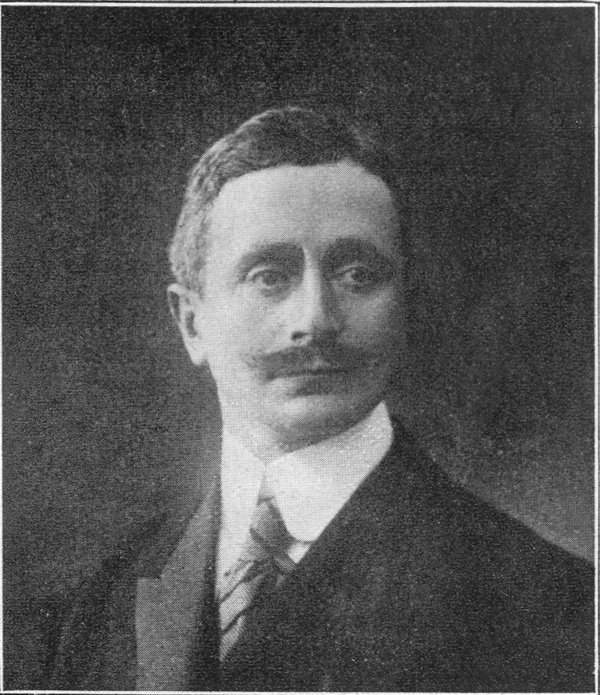
Portrait du Député Camille Picard

À la Chambre, il devient notamment vice-président de la commission du commerce et de l'industrie et secrétaire de la commission chargée de l'examen du projet de loi instituant une « fête nationale de Jeanne d'Arc - fête du patriotisme ». En 1911, c'est lui qui dépose un ordre du jour motivé à la suite des interpellations sur l'organisation du haut-commandement. Il est conseiller du Commerce extérieur de la France et administrateur de la caisse d'épargne et de prévoyance de Paris.
Devenu conseiller général en 1912, Camille Picard se présente de nouveau à Neufchâteau aux élections générales de 1914. Il est cette fois élu dès le premier tour, avec 6 195 voix sur 12 250 votants. II s'était déclaré pour « une République qui ne jette l'anathème sur personne » et avait rappelé qu'il avait voté la nouvelle loi de recrutement. Il devient membre de la commission de l'armée et de celle des postes. Il dépose une proposition de loi contre le commerce et l'accaparement des espèces et monnaies nationales. Il est rapporteur des diverses propositions sur la gratuité des envois postaux aux mobilisés. Il fait la guerre entre 1916 et février 1919 comme lieutenant d'infanterie affecté à l'état-major de la 8e armée, il obtient une citation en 1917 et reçoit la Croix de guerre tout en continuant de travailler comme parlementaire.
En 1916, il dépose un ordre du jour à la suite de la discussion de diverses interpellations, en comité secret, sur la conduite de la guerre et l'organisation de la nation pour obtenir la victoire. En 1917, il est élu secrétaire de la Chambre.
Il construit et présente aux élections législatives de 1919 une liste d'union républicaine démocratique qui n'a aucun élu. Il n'obtient que 28 818 voix sur 79 877 votants. Il est alors membre de la section de sa ville de la Ligue des droits de l'homme et de la loge maçonnique Franchise et Solidarité de Neufchâteau sans y être très actif. Il est cependant très influent sur les radicaux dans l'arrondissement de Neufchâteau où il organise un réseau de comités républicains démocratiques.
En 1924, candidat et tête de la liste républicaine du Cartel des gauches réunissant radicaux et socialistes, il en est le seul élu avec 18 874 voix sur 89 925 votants. Il avait également repris le « programme minimum du cartel des gauches ». Membre de la commission de l'armée et de celle des régions libérées, puis de celle des marchés, il dépose notamment une proposition de loi tendant à rétablir le scrutin uninominal d'arrondissement.
Candidat en 1928, il n'obtient, dans la circonscription de Neufchâteau, que 6 355 voix au premier tour et 6 669 au second, précédé chaque fois de peu par le candidat de droite, André Barbier (6 481 puis 6 943 voix).
En 1932, c'est dès le premier tour qu'il l'emporte sur Barbier avec 6 699 voix contre 6 196 sur 13 378 votants. Il avait renforcé sa situation locale et avait été nommé conseiller du commerce extérieur. Membre de la commission du commerce et de l'industrie et de celle des P.T.T., il demande en particulier à interpeller le gouvernement sur le respect des citoyens et des biens français en Pologne (1934). Il demande aussi plus de transports publics dans les campagnes et une dispense de distillation des petits vignerons pour consommation familiale.
En 1935, intervenant au nom de son groupe, il se prononce pour l'application des sanctions à l'Italie en regrettant « la rigueur du devoir présent qui nous oblige à faire respecter le droit […] contre une nation européenne s'insurgeant contre la loi internationale ». Il applique alors une politique électoraliste avec une activité parlementaire faible mais une action en circonscription très importante pour obtenir des subventions d'État notamment. Il fait venir Édouard Herriot en 1936 pour inaugurer le groupe scolaire de Lamarche.
En 1936, le préfet le donne gagnant dès le premier tour mais il rejette le Front populaire et se retrouve très critiqué par la SFIO et le PC quand il suscite la candidature de René Lobstein contre Marc Rucart à Épinal et qu'il tente d'aller chercher des voix au centre. Précédé par Marcel Boucher au premier tour, Camille Picard est battu au second bien que le candidat communiste se soit retiré : il n'obtient que 6 568 voix contre 7 040 sur 13 746 votants. Il se reporte alors sur la politique locale et en 1937 aux cantonales il est cette fois le candidat du Front populaire et parvient à être réélu. Il quitte d'abord la mairie en 1940 puis le 18 octobre 1941, il est officiellement révoqué de tous ses mandats par la loi sur les sociétés secrètes. Il fuit alors à Béziers par peur de l'antisémitisme. Il  y meurt d'une crise cardiaque le 4 décembre 1941.
| Date de début de mandat | Date de fin de mandat | Lieu d'élection | Groupe                                    |
| ----------------------- | --------------------- | --------------- | ----------------------------------------- |
| 08/05/1910              | 31/05/1914            | Vosges          | Gauche radicale                           |
| 26/04/1914              | 07/12/1919            | Vosges          | Gauche radicale                           |
| 11/05/1924              | 31/05/1928            | Vosges          | Radical et radical-socialiste             |
| 01/05/1932              | 31/05/1936            | Vosges          | Républicain radical et radical-socialiste |

## Décoration
- Officier de la Légion d'honneur (1921)
- Chevalier de la Légion d'honneur (1908)
- Croix de guerre 1914–1918 (1917)
- Officier du Nichan Iftikhar
- Modèle:Déco Chevalier de l'ordre du Dragon d'Annam
- Chevalier de l'ordre des Palmes académiques (1901) (Exposition universelle de 1900)
- Chevalier de l'ordre du Mérite agricole (1904)
- Officier de l'Instruction publique (1906)
- Médaille d'honneur de la mutualité (bronze, 1902, argent, 1905,
- Médaille pour la Société républicaine des conférences populaires : argent, 1903, 1904, 1905, 1906, 1907
- Grand-Prix de l'Exposition coloniale de Marseille (1906)
- Grand-Prix collectif à l'Exposition universelle de 1906
- Médaille d'or à l'Exposition universelle de 1904, de Liège de 1905